# Molophilus cranstoni
Molophilus cranstoni là một loài ruồi trong họ Limoniidae. Chúng phân bố ở miền Australasia.